# Distinció de la Generalitat Valenciana
La Distinció de la Generalitat Valenciana l'atorga la Generalitat Valenciana per recompensar a les persones que han estat víctimes del terrorisme, així com als membres dels Cossos i Forces de Seguretat de l'Estat, Policia autonòmica i local, que s'hagen distingit per actuacions concretes en defensa dels drets i llibertats dels ciutadans valencians en el marc de les Distincions 9 d'Octubre. També, a títol col·lectiu o individual, la reben els qui salven persones en greu risc, a conseqüència de catàstrofe o bé col·laboren de forma determinant en el restabliment de la normalitat en zones sinistrades. És atorgada per decret previ acord del Consell. Fou establerta l'any 2003 pel Decret 177/2003, de 12 setembre.

## Guardonats[2]
- 2022
  - Les treballadores i treballadors dels serveis públics de la Generalitat Valenciana (en els 40 anys de l'Estatut del País Valencià). Recullen la distinció els representants sindicals Luis Lozano (UGT-PV), Juan Cruz (CCOO-PV), Daniel Matoses (CSIF CV) i Vicent Mauri (Intersindical Valenciana).
  - Dolores Cortés
  - Ofelia Vila
  - El periodisme lliure en l'autogovern. Recullen la distinció Jesús Prado, Francisco Pérez Puche, Pirula Arderius, José María Arquimbau i Vicente Hipólito
  - Ascensión Chirivella (a títol pòstum)
  - CE Castelló
  - Hèrcules CF
  - Elx CF

- 2021[3]
  - Paco Roca
  - Josep Piera i Rubio
  - Ràdio València Cadena Ser
  - Mario Alberto Kempes
  - Publicacions Universitat de València
  - Matilde Asensi Carratalà
  - César Orquín Serra
- 2020[3]
  - Personal dels sectors:
    - Sanitari
    - Centres i establiments de serveis socials
    - Sectors dedicats a la producció, distribució i comercialització de productes agroalimentaris
    - Empreses i serveis de transport
    - Serveis de neteja i retirada de residus
    - Serveis de seguretat, protecció i emergències
    - Sector de la ensenyança
    - Administracions públiques
    - Sistema valencià de ciència, investigació i innovació
    - Professionals i empreses del sector productiu que han reorientat la seua produccció per a poder atendre la demanda de productes relacionats amb la COVID-19
    - Sector cultural
    - Professionals dels mitjans de comunicació
    - Entitats i organitzacions que desenvolupen la seua activitat a l'àmbit de la solidaritat valenciana.
- 2019[3]
  - Leoncio Badía Navarro
  - Carme Miquel i Diego
  - Paco Cabanes Pastor, el Genovés
  - Institucions, entitats i organitzacions implicades en la resposta a la DANA de setembre de 2019
- 2018
  - David Ferrer[4]
  - Anabel Medina[4]
  - Juzgado Privativo de Aguas de Orihuela[4]
  - Mavi Mestre[4]
  - Eva Alcón[4]
  - València CF[4]
- 2017
  - Fons Valencià per la Solidaritat[5]
  - Plataformes d'Afectats per Hepatitis C d'Alacant, Castelló i València[5]
  - Ricardo Borrull Navarro[5]
  - Col·lectivament, als homes que s'han enfrontat a la violència de gènere i masclista[5]
- 2016:
  - Cèlia Amorós Puente[6]
  - Patricia Campos Doménech[7]
  - Unió Nacional d'Entitats Festeres de Moros i Cristians (UNDEF)[8]
- 2014:
  - Associació de Pares de Xiquets amb Càncer de la Comunitat Valenciana[9]
  - Associació Valenciana d'Agricultors; Unió de Llauradors i Ramaders; Federació Provincial d'Agricultors, Ramaders i Empresaris Forestals de la província de Castelló; i ASAJA Alacant - Joves Agricultors[9]
  - Associació Domus Pacis, Casal de la Pau[9]
  - Casino Antic de Castelló[9]
- 2013:
  - Marques turístiques València Terra i Mar, Castelló Mediterrani, Costa Blanca, Benidorm i Ciutat de València[10]
  - Federació d'associacions Democràtiques de Jubilats i Pensionistes, Federació d'Associacions de Ciutadans Majors de la Comunitat Valenciana i Federació d'Organitzacions de Majors de la Comunitat Valenciana[10]
  - Els donants de sang de la Comunitat Valenciana[10]
- 2012:
  - Vicente Berenguer Llopis[11]
  - Pilar Mateo Herrero[12]
  - Associacions de familiars de malalts d'Alzheimer de Castelló, València i Alacant[12]
- 2011:
  - Terciàries Caputxines[13]
  - Càritas Diocesana[13]
- 2010:
  - Manuel Dormit Garrosa[14]
  - Ana Giménez Adelantado[15]
  - Associació Intervenció Ajuda Emergències[16]
  - Col·legi Imperial de Xiquets Orfes de Sant Vicent Ferrer[15]
- 2009:
  - Associació d'Agrupacions de Voluntaris de Protecció Civil de la Comunitat Valenciana[17]
  - Víctimes del terrorisme[14]
- 2008:
  - Tripulacions de tres pesquers de Santa Pola embarcacions La nostra Mare Loreto, Clot De L'illot i Corisco[14]
- 2007:
  - Associació Fontilles[18]
- 2006:
  - Tripulació del pesquer Francisco y Catalina[14]
- 2005:
  - Policies locals i nacionals que van desarticular un comandament terrorista a la ciutat de València[14]
- 2004:
  - Consorcis provincials de Prevenció i Extinció d'Incendis i Salvament d'Alacant, Castelló i València[14]
  - Servei de Prevenció i Extinció d'Incendis de l'Ajuntament d'Alacant[14]
  - Companyia de Bombers del Servei de Prevenció Extinció d'Incendis de l'Ajuntament de Castelló de la Plana[14]
  - Servei de Bombers de l'Ajuntament de València[14]
  - Tomás Català Simó (A títol pòstum)[14]